# Wettinia minima
Espèce
Statut de conservation UICN

 EN B1ab(iii) : En danger
Wettinia minima est une espèce de plantes de la famille des Arecaceae (les palmiers).

## Publication originale
- Caldasia 17: 373. 1995.